# Bahnhof Queen’s Park

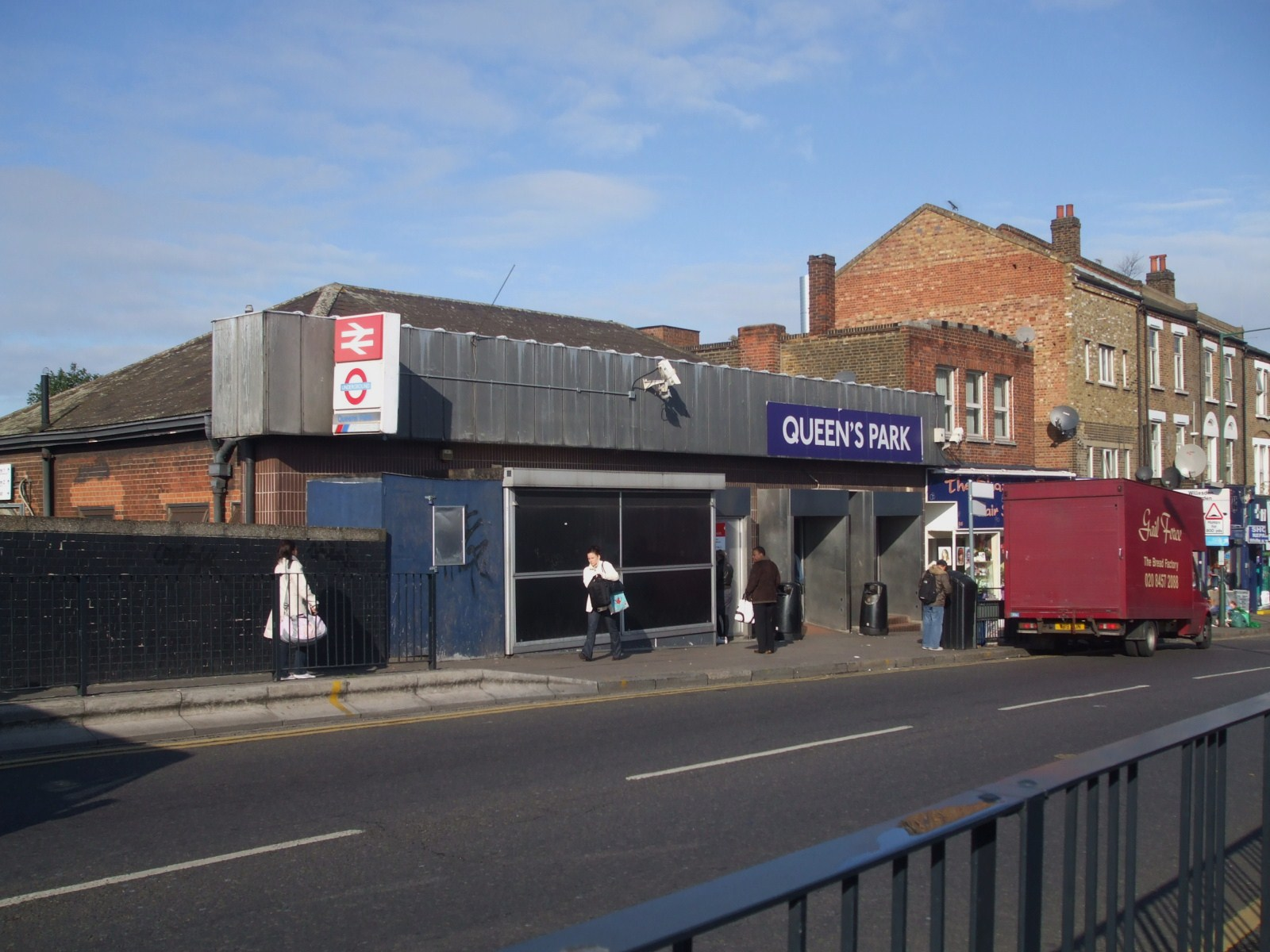
Bahnhof Queens Park

Queen’s Park ist ein Bahnhof im Stadtbezirk London Borough of Brent. Er befindet sich an der Kreuzung von Salusbury Road und Harvist Road in der Travelcard-Tarifzone 2. Der Bahnhof wird einerseits von London-Overground-Vorortszügen zwischen London Euston und Watford Junction bedient, andererseits von der Bakerloo Line der London Underground. Einige Bakerloo-Züge wenden in Queen’s Park, anstatt bis nach Harrow & Wealdstone weiterzufahren. Im Jahr 2014 nutzten 5,84 Millionen U-Bahn-Fahrgäste den Bahnhof, hinzu kommen 4,310 Millionen Fahrgäste der Eisenbahn.

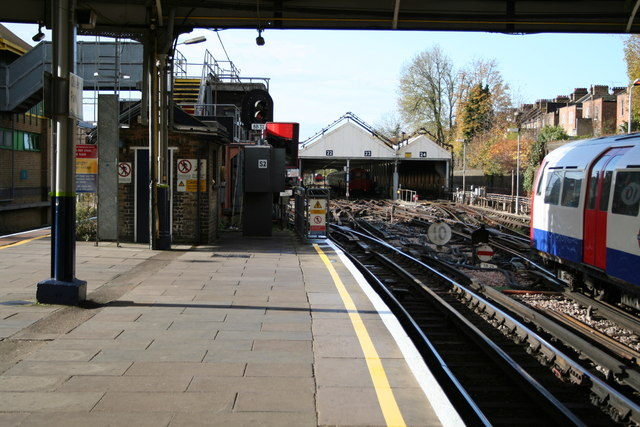
Blick Richtung Harrow & Wealdstone, im Hintergrund der Depotschuppen

Sämtliche Bahnsteige in Queen’s Park sind oberirdisch. Rund 300 Meter östlich des Bahnhofs liegt der Eingang zum Innenstadttunnel der Bakerloo Line. Westlich des Bahnhofs gibt es eine interessante Streckenführung: Die Züge der Bakerloo Line fahren durch einen Depotschuppen, um auf die Eisenbahngleise in Richtung Watford zu gelangen. Rund ein Drittel der Underground-Züge wenden in Queen’s Park.
Der Bahnhof an der seit 1837 bestehenden West Coast Main Line wurde am 2. Juni 1879 durch die London and North Western Railway (LNWR) eröffnet. Diese nahm am 15. Juni 1912 den elektrischen Vorortverkehr auf parallel verlaufenden Gleisen auf (die so genannte Watford DC Line). Die Bakerloo Line erreichte Queen’s Park am 11. Februar 1915. Ab dem 10. Mai 1915 verkehrte die U-Bahn auf den Gleisen der LNWR weiter bis nach Willesden Junction.